# 31899 Adityamohan
2000 GG7 (asteroide 31899) é um asteroide da cintura principal. Possui uma excentricidade de 0.16731540 e uma inclinação de 3.48286º.
Este asteroide foi descoberto no dia 4 de abril de 2000 por LINEAR em Socorro.